# طائر النمل ابيض الحاجبين
طائر النملة أبيض الحاجبين (بالإنجليزية: White-browed antbird) (الاسم العلمي: Myrmoborus leucophrys) هو نوع من الطيور يتبع جنس Myrmoborus من فصيلة ثامنات النمل. يتواجد هذا الطائر في عدة دول بأمريكا الجنوبية، منها بوليفيا، البرازيل، كولومبيا، الإكوادور، بيرو وفنزويلا.

## الموائل
يعيش طائر النملة أبيض الحاجبين في الغابات الاستوائية وشبه الاستوائية الرطبة المنخفضة، ويُشاهد عادة في المناطق الكثيفة الشجيرات على أطراف الغابات أو بالقرب من مجاري المياه.

## حالة الحفظ
يصنف الاتحاد الدولي لحفظ الطبيعة (IUCN) هذا الطائر ضمن الأنواع غير المهددة بالانقراض، ويُعتبر واسع الانتشار نسبيًا ضمن نطاقه الجغرافي.